# لوك دونيلي
لوك دونيلي (بالإنجليزية: Luke Donnelly)‏ هو لاعب كرة قدم بريطاني في مركز الهجوم، ولد في 20 يناير 1996 في غلاسكو في المملكة المتحدة. لعب مع نادي سلتيك.

## وصلات خارجية
- لوك دونيلي على موقع قاعدة بيانات كرة القدم.إي يو (الإنجليزية)
- لوك دونيلي على موقع Soccerbase.com (لاعب) (الإنجليزية)